# حفرد
حِفْرِد (الاسم العلمي: Cratoxylum)، جنس نباتات مُزهرة من فصيلة العرنية.أعطانها في آسيا المدارية. الاسم العلمي من اليونانية القديمة ويعني «الخشب القوي» ، في إشارة إلى خشب النبات.
تنمو أنواعه بشكل طبيعي من الهند إلى الصين وحتى ماليزيا.